# Vargem (Santa Catarina)
Pour les articles homonymes, voir Vargem.
Vargem est une ville brésilienne de l'intérieur de l'État de Santa Catarina.

## Géographie
Vargem se situe par une latitude de 27° 29′ 21″ sud et par une longitude de 50° 58′ 30″ ouest, à une altitude de 768 mètres.
Sa population était de 2 808 habitants au recensement de 2010. La municipalité s'étend sur 350 km2.
Elle fait partie de la microrégion de Curitibanos, dans la mésoregion Serrana de Santa Catarina.

## Administration
Depuis son émancipation de la municipalité de Campos Novos en 1992, Urupema a successivement été dirigée par :
| Période | Période | Identité                     | Étiquette | Qualité |
| ------- | ------- | ---------------------------- | --------- | ------- |
| 1993    | 1996    | Falavino Ferreira Filho      | PFL       |         |
| 1997    | 2000    | Walter Moraes Roque Carlotto | PPB       |         |
| 2001    | 2004    | Alaor Gotz                   | PMDB      |         |
| 2005    | 2008    | José Perci Salmoria          | PSDB      |         |
| 2009    | 2012    | Nelson Gasperin Junior       | PP        |         |

## Villes voisines
Vargem est voisine des municipalités (municípios) suivantes :
- Campos Novos
- Brunópolis
- São José do Cerrito
- Abdon Batista